# Mallemoisson
Mallemoisson ist eine südfranzösische Gemeinde mit 968 Einwohnern (Stand 1. Januar 2022) im Département Alpes-de-Haute-Provence in der Region Provence-Alpes-Côte d’Azur. Sie gehört zum Arrondissement Digne-les-Bains und zum Kanton Digne-les-Bains-2.

## Geographie
Die Gemeinde grenzt im Nordosten an Aiglun, im Süden an Le Chaffaut-Saint-Jurson und im Nordwesten an Mirabeau.
Die südliche Grenze bildet der Fluss Bléone.

## Geschichte
Mallemoisson wurde 1876–1989 durch die Eisenbahnlinie Saint-Auban – Digne-les-Bains bedient.

### Bevölkerungsentwicklung

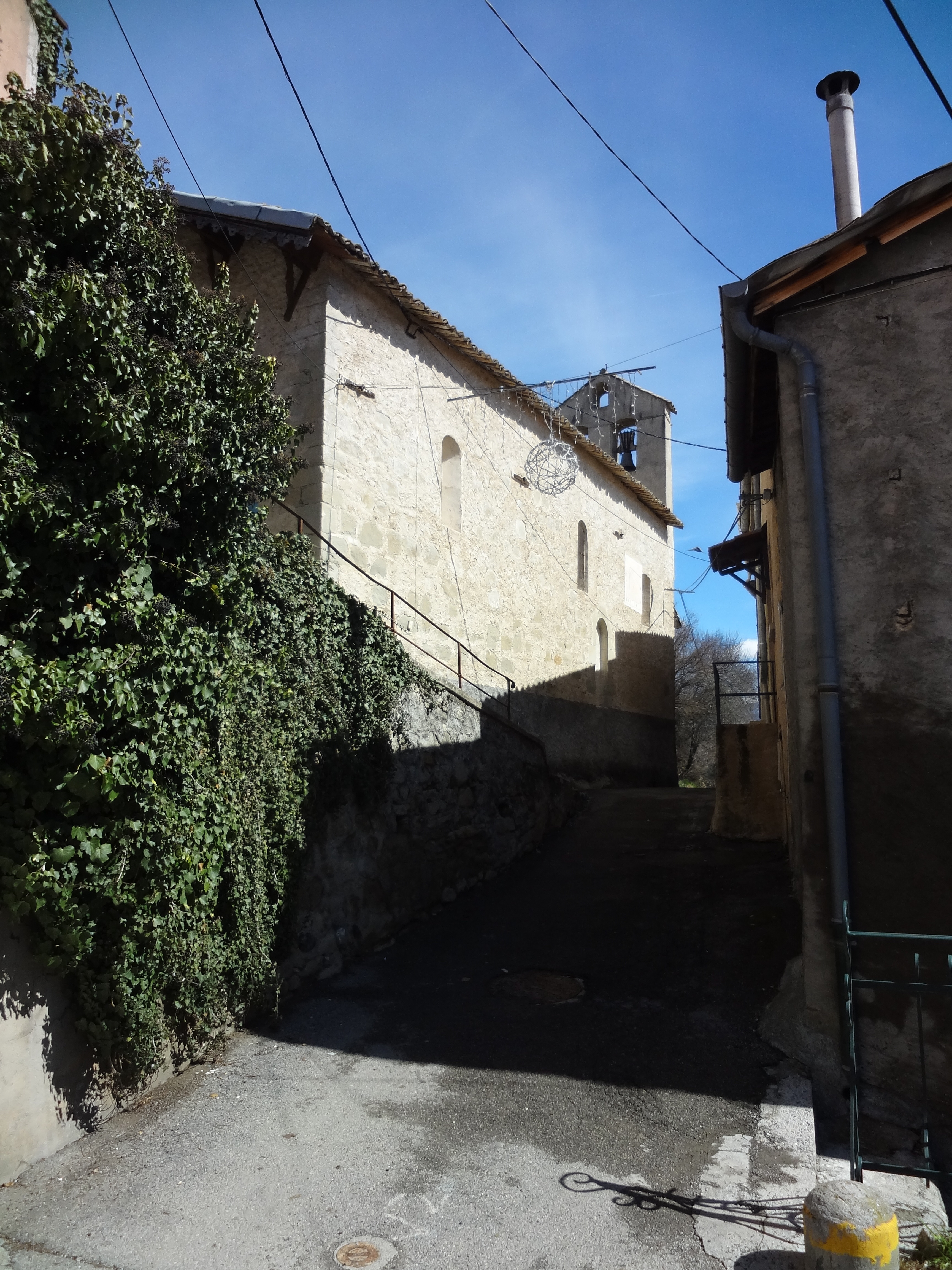
Kirche Notre-Dame

| Jahr      | 1962 | 1968 | 1975 | 1982 | 1990 | 1999 | 2008 | 2014 |
| --------- | ---- | ---- | ---- | ---- | ---- | ---- | ---- | ---- |
| Einwohner | 325  | 355  | 415  | 612  | 783  | 994  | 1032 | 1029 |